# Plica
Plica – rodzaj jaszczurek z rodziny lawanikowatych (Tropiduridae).

## Zasięg występowania
Rodzaj obejmuje gatunki występujące w Ameryce Południowej – w Wenezueli, Gujanie, Gujanie Francuskiej, Surinamie, Trynidadzie i Tobago, Brazylii, Boliwii, Peru, Ekwadorze i Kolumbii.

## Systematyka

### Etymologia
- Hypsibatus: gr. ὑψιβατος hupsibatos ‘wysoko położony’[2][9], od ὑψι hupsi ‘wysoko, w górze’[10]; βατος batos ‘możliwy do przejścia, dostępny’[11]. Typ nomenklatoryczny: Lacerta umbra Linnaeus, 1758.
- Plica: łac. plica ‘fałda, zagięcie’, od plicare ‘pofałdować, zagiąć’[12].
- Hypselopus: gr. ὑψηλος hupsēlos ‘wysoki’[10]; πους pous, ποδος podos ‘stopa’[13].
- Uperanodon (Hyperanodon): gr. ὑπερανω huperanō ‘powyżej, w górze’; οδους odous, οδοντος odontos ‘ząb’[4]. Typ nomenklatoryczny: Lophyrus ochrocollaris Spix, 1825 (= Lacerta plica Linnaeus, 1758).
- Ptychosaurus: gr. πτυξ ptux, πτυχος ptukhos ‘fałda, warstwa’, od πτυσσω ptussō ‘sfałdować’[14]; σαυρος sauros ‘jaszczurka’[15]. Typ nomenklatoryczny: Lacerta plica Linnaeus, 1758.
- Ptychopleura: gr. πτυξ ptux, πτυχος ptukhos ‘fałda, warstwa’, od πτυσσω ptussō ‘sfałdować’[14]; πλευρα pleura ‘bok’[12]. Typ nomenklatoryczny: Hypsibatus punctatus Duméril & Bibron, 1837 (= Lacerta plica Linnaeus, 1758).

### Podział systematyczny
Do rodzaju należą następujące gatunki:
- Plica caribeana Murphy & Jowers, 2013
- Plica kathleenae Murphy & Jowers, 2013
- Plica lumaria Donnelly & Myers, 1991
- Plica medemi Murphy & Jowers, 2013
- Plica pansticta (Myers & Donnelly, 2001)
- Plica plica (Linnaeus, 1758) – szczudlan płaski[16]
- Plica rayi Murphy & Jowers, 2013
- Plica umbra (Linnaeus, 1758)